# Landkreis Altenburger Land
Landkreis Altenburger Land – powiat w niemieckim kraju związkowym Turyngia. Siedzibą powiatu jest Altenburg.

## Podział administracyjny
W skład powiatu Altenburger Land wchodzi:
- pięć miast (Stadt)
- sześć gmin (Gemeinde)
- trzy wspólnoty administracyjne (Verwaltungsgemeinschaft)

Miasta:
| Lp. | Nazwa miasta | Ludność (31 grudnia 2018) | Powierzchnia km² |
| --- | ------------ | ------------------------- | ---------------- |
| 1   | Altenburg    | 32.074                    | 45,60            |
| 2   | Gößnitz      | 3.398                     | 14,04            |
| 3   | Lucka        | 3.714                     | 12,99            |
| 4   | Meuselwitz   | 10.065                    | 41,02            |
| 5   | Schmölln     | 13.741                    | 41,60            |

Gminy:
| Lp. | Nazwa gminy            | Ludność (31 grudnia 2018) | Powierzchnia km² |
| --- | ---------------------- | ------------------------- | ---------------- |
| 1   | Dobitschen             | 447                       | 6,55             |
| 2   | Göpfersdorf            | 228                       | 5,93             |
| 3   | Heyersdorf             | 123                       | 3,78             |
| 4   | Langenleuba-Niederhain | 1.740                     | 39,44            |
| 5   | Nobitz                 | 7.276                     | 70,66            |
| 6   | Ponitz                 | 1.531                     | 17,04            |

Wspólnoty administracyjne:
| Lp. | Nazwa wspólnoty administracyjnej | Ludność (31 grudnia 2018) | Powierzchnia km² | Liczba gmin |
| --- | -------------------------------- | ------------------------- | ---------------- | ----------- |
| 1   | Oberes Sprottental               | 9.497                     | 67,07            | 8           |
| 2   | Pleißenaue                       | 5.228                     | 41,90            | 5           |
| 3   | Rositz                           | 7.812                     | 80,70            | 8           |

## Zmiany administracyjne
- 31 grudnia 2012
  - do gminy Nobitz przyłączono gminę Saara
- 6 lipca 2018
  - rozwiązanie wspólnoty administracyjnej Wieratal
- 1 stycznia 2019
  - rozwiązanie wspólnoty administracyjnej Altenburger Land